# Торрес Наваррете, Хуан де
Хуан де Торрес Наваррете (исп. Juan de Torres Navarrete; ок. 1547, Эстепа, Королевство Севилья, Испания — ок. 1613, Лима, Вице-королевство Перу) — испанский конкистадор, колонизатор и колониальный чиновник, который был лейтенантом своего дяди аделантадо Хуана Торреса де Вера и Арагона и в качестве такового одновременно служил генерал-лейтенантом-губернатором Буэнос-Айреса и Асунсьона с 1583 года, пока ему не пришлось стать временным губернатором Рио-де-ла-Плата и Парагвая в 1584—1588 годах.

## Биография

### Происхождение семьи и ранние годы
Хуан де Торрес Наваррете родился около 1547 года в городе Эстепа, расположенном в Королевстве Севилья, которое было одним из четырех в Андалусии и которое, в свою очередь, входило в состав Испанской короны.
Сын дворянина Педро Монтесиносы и его жены Инес де Гусман Вера и Арагон де Торрес, дочери Алонсо де Вера и Арагон, капитана гранадских войн и хранителя границ Эстепы, и его жены Луисы де Торрес.
Хуан де Торрес Наваррете стал в 1577 году делегатом своего дяди по материнской линии Хуана Торреса де Вера-и-Арагон, четвертого аделантадо Рио-де-ла-Плата, а также его лейтенанта, а также Хуана де Гарая, поскольку последний занял должность губернатора Рио-де-ла-Плата и Парагвая, и, следовательно, Торрес Наваррете был вице-губернатором Буэнос-Айреса с марта 1583 года, а затем одновременно 27 июля того же года станет также вице-губернатором Асунсьона.

## Временный губернатор Рио-де-ла-Плата и смерть
С отъездом губернатора Родриго Ортиса де Сарате в Верхнее Перу, Торрес де Наваррете временно занял пост губернатора Рио-де-ла-Плата и Парагвая с 16 марта 1584 года до своего возвращения в июне 1587 года.
В 1587 году во время передачи ему командования английский капер Томас Кавендиш попытался разграбить и захватить Буэнос-Айрес, в результате чего многочисленные семьи перебрались на эту территорию, покинув город. Столкнувшись с таким отношением, Кавендиш отступил и продолжил своё кругосветное путешествие.
Он оставался на посту вице-губернатора Асунсьона до 2 апреля 1588 года, когда наместника Хуана де Торреса Наваррете на указанной государственной должности сменил племянник, аделантадо Алонсо де Вера-и-Арагон-и-Хосес.
На посту губернатора ему наследовал Хуан-Торрес-де-Вера-и-Арагона в 1591 году, хотя он сохранял свой титул аделантадо до своей смерти в 1613 году.
Хуан Торрес де Наваррете умер в городе Лима около 1613 года.